# شالوم-أفراهام شاكي
شالوم-أفراهام شاكي (بالعبرية: שלום - אברהם שאקי) (مواليد 1906 - وفيات 4 نوفمبر 1990) سياسي إسرائيلي شغل منصب عضو في الكنيست عن الحزب الوطني الديني بين عامي 1962 و 1965.